# 東京都交通局日暮里・舎人ライナー
日暮里・舎人ライナー（にっぽり・とねりライナー）は、東京都荒川区の日暮里駅から足立区の見沼代親水公園駅までを結ぶ、東京都交通局が運営する案内軌条式鉄道（AGT）である。駅ナンバリングで使われる路線記号はNT。
都営交通の一つで、分類上は「東京都日暮里・舎人ライナー」、路線名は「日暮里・舎人ライナー」である。これは法令上の正式な路線名であり、愛称などではない。都の軌道事業管理者（交通局長）の分掌の下、東京都電車（都電）や東京都地下高速電車（都営地下鉄）と同じく交通局が担当している。「東京都日暮里・舎人ライナー条例」に基づき運営されている。
なお都市計画事業としての名称は、東京都市計画道路特殊街路新交通専用道第2号日暮里・舎人線および東京都市計画都市高速鉄道日暮里・舎人線である。2008年3月30日に開業した。

## 概要
コンピュータ制御による自動運転を行う新交通システムで、東京都区部北東部の9.7 km、13駅を結んでいる。東京都が経営するAGTは本路線の1路線のみである。
路線はほぼ全区間に渡って尾久橋通り（東京都道58号台東川口線）の直上を通り、線形は日暮里・西日暮里近辺や荒川付近を除いて概ね直線である。支柱や桁といったインフラ部は都市計画道路事業として東京都建設局が、軌道や駅舎などの鉄道施設は都市計画都市高速鉄道事業として都営地下鉄大江戸線の環状部分の建設を担当した東京都地下鉄建設が建設する方式を採用している。
運賃は大人で初乗り168円（ICカード）・170円（切符購入）から最高335円（ICカード）・340円（切符購入）までの4段階である（運賃・乗車券の節参照）。カード乗車券については、開業当初からICカードのPASMOが利用でき、Suica等の全国相互利用サービス対応の交通系ICカードも利用が可能になっている。なお、パスネットは開業前に「券売機・精算機で使える」というアナウンスがあったが、2008年1月10日に発売が終了し、同年3月14日に自動改札機での使用も終了したため、本路線では開業当初より自動券売機・自動精算機を含めて一切使用できなかった。
本路線は1981年に大阪市交通局が開業した南港ポートタウン線（ニュートラム）に次ぐ日本で2例目の公営交通（地方公営企業である交通局）によるAGT路線である。なお、ニュートラムは大阪市営地下鉄とともに2018年に大阪市全額出資会社の大阪市高速電気軌道（Osaka Metro）に移管されたため、以後は公営交通による日本唯一のAGT路線となっている。

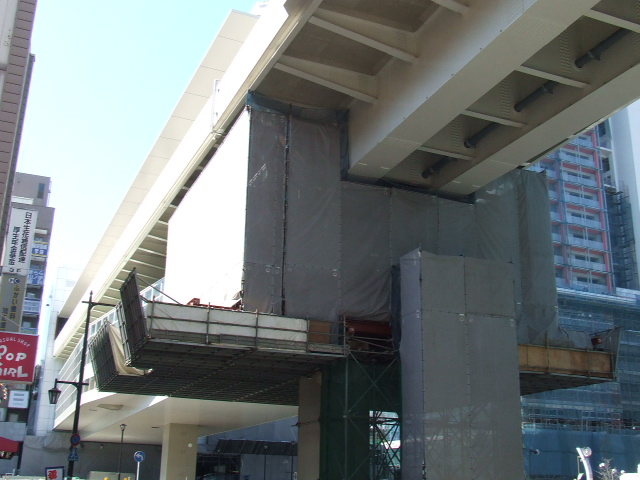
日暮里・舎人ライナー日暮里駅の建設工事の様子（2007年2月26日）
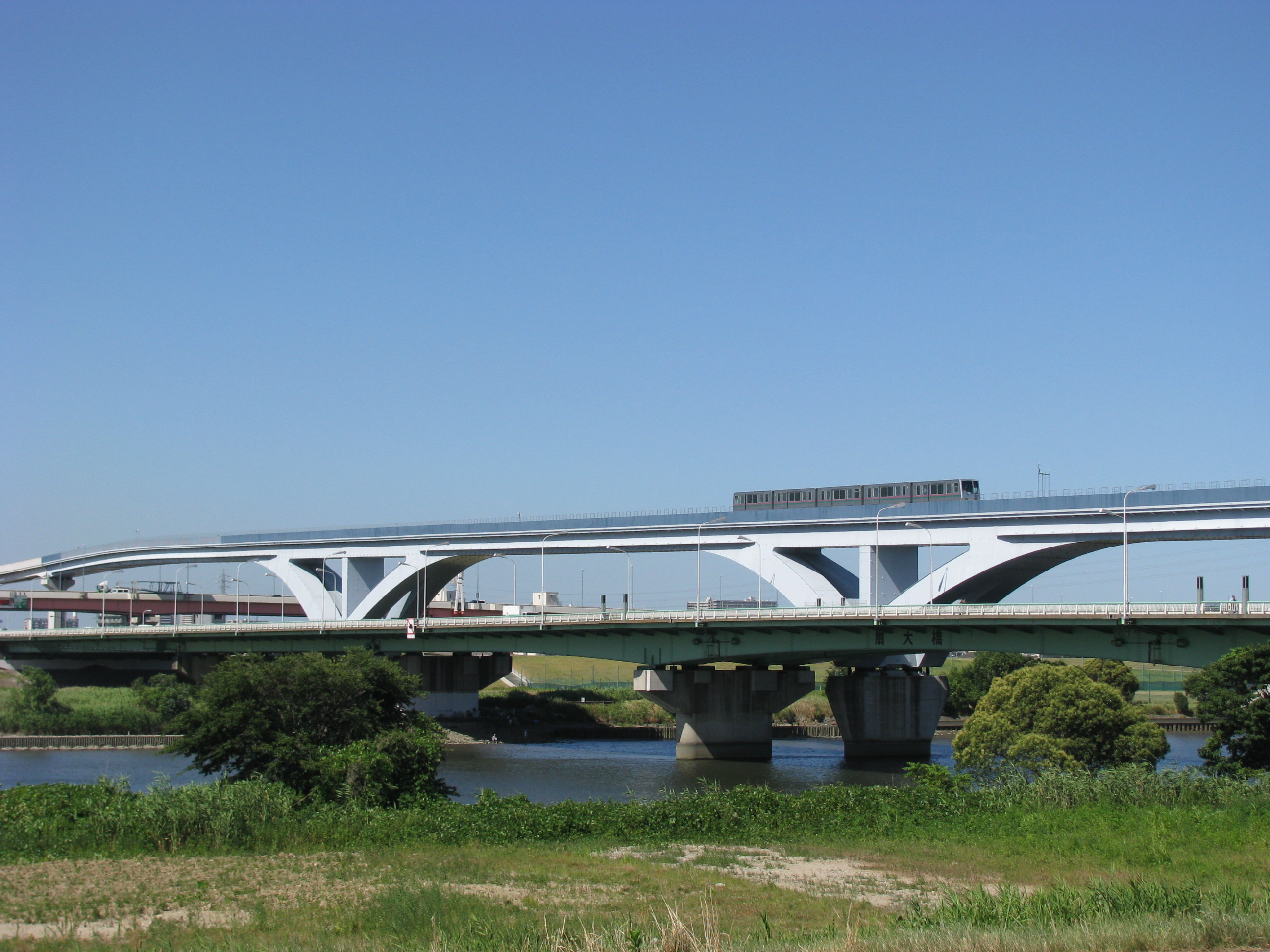
荒川を渡る日暮里・舎人ライナーと尾久橋通り（2011年7月17日）
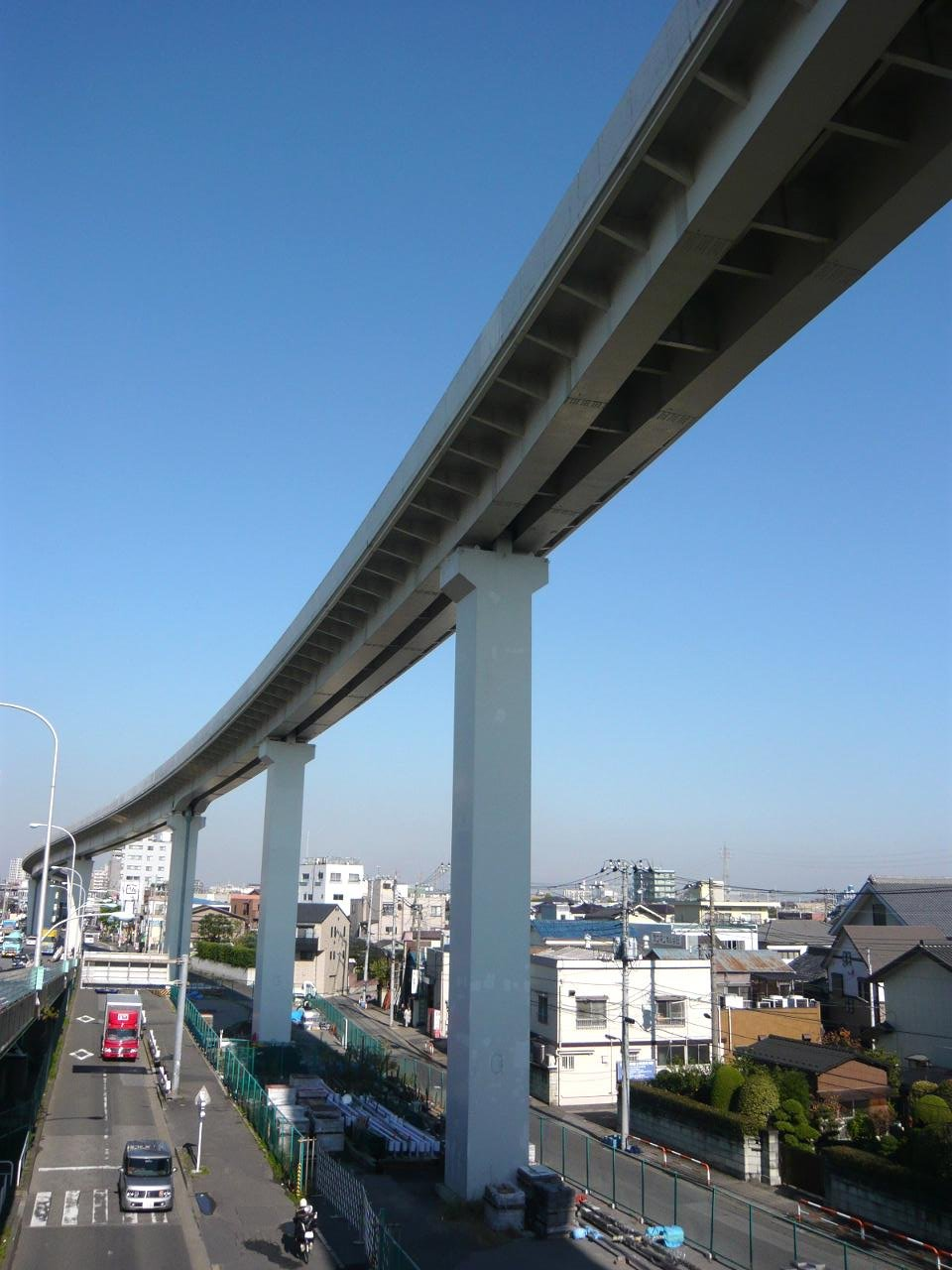
扇大橋駅から荒川へ至る地点の高架橋。ロウソクのような支柱は堅固な基礎で保持されている（2012年5月）
- 日暮里・舎人ライナーの前面展望（2014年11月 見沼代親水公園駅付近）

### 路線データ
- 区間：日暮里駅 - 見沼代親水公園駅 9.7 km（建設キロ9.8 km）
- 案内軌条：側方案内式
- 駅数：13駅（起終点駅含む）
- 複線区間：全線
- 電気方式：三相交流600 V・50 Hz
- 車両基地所在駅：舎人公園駅
- 最高速度：60 km/h[4]
- 所要時間：20分
- 表定速度：28 km/h
- 保安装置：ATC、ATO[3]
- 最急勾配：50 ‰（扇大橋駅 - 足立小台駅間）※ただし入出庫線上に65 ‰の区間あり[2]

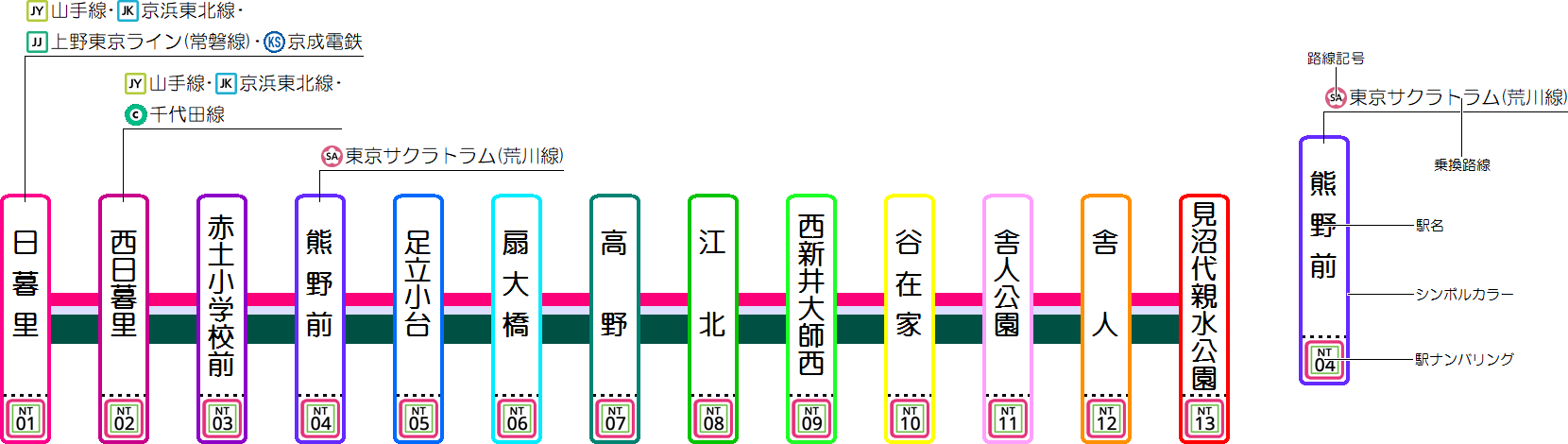
日暮里・舎人ライナー 路線図

- 最小曲線半径：30 m（日暮里駅付近）[2]

## 歴史
現在の日暮里・舎人ライナーとほぼ同じ区間（一部は足立流通センター付近を経由）には、都営バスの里48系統（日暮里駅前 - 見沼代親水公園駅前〈旧：舎人二ツ橋〉）が運行されている。このバスは、東武伊勢崎線・大師線やJR京浜東北線、東京メトロ南北線など既存鉄道の最寄り駅から離れている足立・荒川区の都市計画道路放射11号尾久橋通り沿線の住民をJR線駅へ直結する通勤・通学の足として、大変な混雑を呈していた一方で、足立トラックターミナル（1977年開設）や北足立市場（1979年開設）、足立流通センターなどの輸送を担う尾久橋通りはトラックなど大型車の通行量が多く、慢性的な交通渋滞が発生してバスの定時運行が困難な状況がしばしば発生し、定時運行・大量輸送が行える何らかの鉄・軌道輸送が望まれていた。
1974年、自民党足立支部の幹部であった小金井俊輔の提唱により、鉄道を誘致するための活動が始まる。本路線は、1985年7月の運輸政策審議会答申第7号「東京都における都市高速鉄道を中心とする交通網の整備に関する基本計画について」においてほぼ都営バス里48系統の路線を中量輸送機関に置き換えるべく位置付けられたものである。当初は地下鉄7号線（現在の南北線）の一部として計画されていたが、財政問題や採算性などから尾久橋通り上の新交通システム (AGT) に変更された。なお、財政状況などから、軌道事業特許は1995年、工事施行認可は1997年と大幅に遅れ、同年12月1日に着工された。一方で事業主体の決定や荒川区側の用地買収に時間がかかったこともあり、開業は当初計画されていた1999年度から2002年度、さらに2008年3月30日と、2度にわたって延期されている。
開業後の運営主体は東京都地下鉄建設が予定されていたが、採算上の観点および都営交通ネットワークの充実を図る目的から、東京都交通局が軌道事業の特許を同社から譲り受ける方向で検討され、運営も同局が行うことが決定した。
路線名については、東京都交通局および東京都地下鉄建設が2006年8月15日 - 31日に一般公募を行い、選考委員会の審議を経て「日暮里・舎人ライナー」と決定、同年11月13日に駅名とともに報道発表された。
本路線開業後は、上記のような経緯から完全並行路線である従来の都営バス里48系統の廃止も懸念されていたが、高齢者が多い地域特性から既存バス停において小回りの利く集客を行うバスとの役割分担は可能との結論に加え、本路線が何らかの理由で運行停止になった際の代替輸送目的もあって、バス同系統も存続が決定し、大幅に本数が減便されたものの路線廃止には至っていない。2022年1月4日には路線再編により、日中の運行便が扇大橋駅前以北で別経路となる里48-2系統に振り替えられ、里48系統は朝夕のみの運行となった。なお、運賃が大人400円の深夜バスとして設定されていた深夜04系統は日暮里・舎人ライナーの開業を機に廃止された。

## 運行形態

### 開業ダイヤ
2008年2月14日に東京都交通局の公式サイトで発表された開業時の運行ダイヤは、以下のとおりであった。
- 平日
  - 早朝：7 - 15分間隔
  - 朝ラッシュ時：5分間隔
  - 日中：7分30秒間隔
  - 夕ラッシュ時：6分間隔
  - 夜間：7 - 20分間隔
- 土休日
  - 早朝：11 - 15分間隔
  - 朝ラッシュ時：7分30秒間隔
  - 日中・夕ラッシュ時：10分間隔
  - 夜間：11 - 20分間隔

### 改正ダイヤ
開業以降、新交通システムとしては旺盛な需要に支えられ、逐次ダイヤの見直し・頻繁なダイヤ改正が行われている。
2008年7月12日改正
始発電車を上下それぞれ2本増発して最大で25分繰り上げ。平日の朝ラッシュ時間帯は上下2本ずつ、夕ラッシュ時間帯が上下1本ずつ、夜間から終車時間帯に上下5本ずつそれぞれ増発。土曜・休日も終車時間帯に上下1本ずつ増発された。この改正では、日暮里駅付近急曲線通過時の事故を防止するため、曲線通過速度の見直しもあわせて行われている。
2009年8月29日改正
平日の早朝から朝ラッシュ時間帯（6 - 9時台）にかけて上下各5本、夜間23時以降に上下各2本を増発。下りは最大15分の間隔が11分間隔に変更された。土曜・休日は開業時からの10分間隔から平日と同じ7分30秒間隔に変更され、上下各19本が増発された。
2010年4月10日改正
始発列車の時刻を繰り上げ（見沼代親水公園駅発日暮里駅行き：5時13分、日暮里駅発見沼代親水公園駅行き：5時41分）。運転間隔が同じにもかかわらず平日とズレが生じていた土曜・休日の日中帯の発車時刻を平日に合わせたほか、18時以降上り5本・下り6本、深夜時間帯の運転間隔を最大15分間隔から最大11分30秒間隔に短縮。
東日本大震災に伴う特別ダイヤ（節電ダイヤ）
2011年3月11日の震災以降全線で運休となっていたが、設備点検を進めた結果2日後の13日14時から運転を再開した。計画停電が実施されていた平日については16日の終日運休を含む計画停電時間帯の大幅な運休が発生した。電力供給が複数の計画停電グループにまたがり、結果として運休時間帯が長時間帯に渡るため対策を検討した結果、23日以降は運休の発生しないよう電力の需給調整を行った上で全日7割程度の運転による特別ダイヤで運転。計画停電の落ち着いた4月4日以降は、節電要請に伴い平日・土曜・休日とも節電ダイヤ（昼間帯10分間隔。朝夕ラッシュ時をのぞき全日8割程度の運転）を実施した。電力使用制限令が発令された7月1日以降は平日ダイヤのみ節電ダイヤ（昼間帯10分間隔。朝夕ラッシュ時をのぞき全日8割程度の運転）とした。この節電ダイヤは電力使用制限令が解除となった9月9日限りで終了し、以降平日・土曜・休日に渡り通常ダイヤに戻った。
2011年12月3日改正
新造車両増備および一部ロングシート改造工事完了に伴い、平日の見沼代親水公園駅発の列車を6 - 9時台に1時間あたり2 - 3本増発し、最小運転間隔を3分30秒間隔に短縮。日暮里駅発夜間帯（平日18時台以降、休日19時台以降）に増発するとともに、土曜・休日の日暮里駅発21時以降をわかりやすい発車時刻（00・10・20・30・40・50分）とする。
2013年12月14日改正
平日ラッシュ前後時間帯の運行配分を見直し早朝時間帯を増発。平日日中・夜間及び休日の運転間隔を7分30秒から6分00秒に変更。平日は348→414本に、休日は276→351本に大幅増。
2014年9月1日改正
平日の朝6 - 8時台の見沼代親水公園駅発を5本、夕方16時以降の日暮里駅発を8本増発。土曜・休日の始発繰り上げ、朝5 - 6時台の見沼代親水公園駅発を5本、夜23時台の日暮里駅発を1本増発。
2015年10月31日改正
平日の朝6 - 8時台の見沼代親水公園駅発を4本、夕方16時以降の日暮里駅発を6本増発。土曜・休日の朝6 - 9時台の見沼代親水公園駅発を7本増発。
2017年5月29日改正
平日ダイヤのみの改正。見沼代親水公園駅発を朝6時台・7時台に各1本増発し、6時台・7時台は日暮里駅行きを1時間に18本の運転とする。
2020年3月28日改正
平日の見沼代親水公園駅発を朝8時台・9時台に各2本増発、夕方17時以降の日暮里駅発を計8本増発。
増発に際し、夜間試運転で検証を行い停車時間を変更せずに3分間隔・3分10秒間隔で試運転を行ったものの事前想定通りの実現が困難であったため、3分14秒間隔で試運転を行ったが、これでもATC信号頭打ちが一部で確認された。この結果を受け、ネックとなる2駅の停車時秒を2 - 3秒短縮し、その手前駅に乗せ換えることにより朝ピーク時間帯に1本の増発を可能としている。
2021年1月20日より、新型コロナウイルス感染症（COVID-19）流行の影響から平日のみ終電の繰り上げを実施。
2022年3月12日改正
始発の繰り上げ及び早朝時間帯の増発。土休日の終電を繰り下げ。平日の終電繰り上げを正規化。
ほとんどの列車が日暮里駅 - 見沼代親水公園駅間を通しで運転するが、舎人公園地下に車両基地があるため、入庫を兼ねた見沼代親水公園駅発舎人公園駅行きの区間列車が朝と夜間に設定されている。かつては日暮里駅発舎人公園駅行きの区間列車もあったが、現在は設定していない。舎人公園駅発で営業運転を行う列車は初電の下り1本のみであり、舎人公園駅から見沼代親水公園駅まで回送列車として運転した後、同駅から折り返し日暮里駅行きとして営業運転に入る列車が多数設定されている。

## 利用状況
開業以降の輸送実績を下表に記す。表中、輸送人員は年度での値。表中、最高値を赤色で、最高値を記録した年度以降の最低値を青色で、最高値を記録した年度以前の最低値を緑色で表記している。
| 年度               | 輸送人員   | 輸送人員 | 最混雑区間（赤土小学校前駅 → 西日暮里駅間）輸送実績 | 最混雑区間（赤土小学校前駅 → 西日暮里駅間）輸送実績 | 最混雑区間（赤土小学校前駅 → 西日暮里駅間）輸送実績 | 最混雑区間（赤土小学校前駅 → 西日暮里駅間）輸送実績 | 特記事項                                         |
| 年度               | 年間       | 一日平均 | 運転本数：本                                        | 輸送力：人                                          | 輸送量：人                                          | 混雑率：%                                           | 特記事項                                         |
| ------------------ | ---------- | -------- | --------------------------------------------------- | --------------------------------------------------- | --------------------------------------------------- | --------------------------------------------------- | ------------------------------------------------ |
| 2007年（平成19年） |            |          |                                                     |                                                     |                                                     |                                                     | 2008年3月30日、日暮里駅 - 見沼代親水公園駅間開業 |
| 2008年（平成20年） | 17,864,000 | 48,943   |                                                     |                                                     |                                                     |                                                     |                                                  |
| 2009年（平成21年） | 19,975,000 | 54,725   |                                                     |                                                     |                                                     |                                                     |                                                  |
| 2010年（平成22年） | 21,488,000 | 59,034   | 13                                                  | 3,341                                               | 5,408                                               | 162                                                 |                                                  |
| 2011年（平成23年） | 22,269,000 | 60,844   | 15                                                  | 3,855                                               | 5,510                                               | 143                                                 |                                                  |
| 2012年（平成24年） | 22,850,000 | 62,602   | 15                                                  | 3,675                                               | 5,965                                               | 162                                                 |                                                  |
| 2013年（平成25年） | 24,368,000 | 66,761   | 15                                                  | 3,660                                               | 6,345                                               | 173                                                 |                                                  |
| 2014年（平成26年） | 25,778,000 | 70,624   | 16                                                  | 3,904                                               | 7,281                                               | 187                                                 | 最混雑時間帯を変更                               |
| 2015年（平成27年） | 27,731,000 | 75,768   | 17                                                  | 4,165                                               | 7,640                                               | 183                                                 | 330形導入年度                                    |
| 2016年（平成28年） | 29,207,000 | 80,020   | 18                                                  | 4,410                                               | 8,304                                               | 188                                                 |                                                  |
| 2017年（平成29年） | 31,392,000 | 86,006   | 18                                                  | 4,410                                               | 8,249                                               | 187                                                 | 320形導入年度                                    |
| 2018年（平成30年） |            | 88,854   | 18                                                  | 4,410                                               | 8,322                                               | 189                                                 |                                                  |
| 2019年（令和元年） |            | 90,737   | 18                                                  | 4,441                                               | 8,407                                               | 189                                                 |                                                  |
| 2020年（令和02年） |            | 72,518   | 19                                                  | 4,734                                               | 6,604                                               | 140                                                 |                                                  |
| 2021年（令和03年） |            | 77,507   | 19                                                  | 4,720                                               | 6,815                                               | 144                                                 |                                                  |
| 2022年（令和04年） |            | 84,320   | 19                                                  | 4,771                                               | 7,389                                               | 155                                                 |                                                  |

### 乗車人員
1995年度の軌道法に基づく特許取得時には、当路線の1日平均乗車人員を101,000人と予測していたが、2003年度に59,000人と下方修正された。これに基づいて、AGTの採用や車両編成が決定し、当路線の着工に至った。
ところが、開業後は旺盛な需要に支えられ、2010年度で2003年度時点の予測目標を達成した。その後も乗車人員は増加傾向が続いているが、後述のようにラッシュ時の混雑は年を追うごとに激しくなっている。
この混雑の原因の一つは、他の鉄道路線への乗換駅が日暮里駅、西日暮里駅、熊野前駅の3駅しか存在せず、足立小台駅以北については全ての駅が単独駅となっていることにある。これにより、たとえ乗客の目的地が多種多様であっても、乗客の乗り換え需要を分散させにくくなっている。
しかしながらラッシュを解消するための施設整備に多額の費用を要すること、また、利用者はラッシュの時間帯かつ一方向に偏っているため運賃収入が低迷するなど、日本屈指の混雑を記録する路線である一方、慢性的な赤字解消の目処が立たない状況が続いている。

### 混雑率
2024年度の朝ラッシュ時の最混雑区間は赤土小学校前駅 → 西日暮里駅間であり、ピーク時（7:30 - 8:30）の混雑率は177%である。
2009年11月25日の平日の朝ラッシュ時では、始発駅の見沼代親水公園駅では座席が埋まる程度であった。しかし、江北駅を発車した辺りで定員乗車を超え、吊り革が埋まる。扇大橋駅を発車すると、以降は各駅ごとの乗車人員が少なくなり、都電荒川線との乗換駅である熊野前駅では降車人員も見られる。西日暮里駅では全乗客のうち4割程度が降車し、日暮里駅に到着となる。
2016年度以降は混雑率が混雑率ワースト5の常連となっている。2017年より東京都交通局公式サイトに公開された「混雑の見える化」では、西日暮里駅を7:40 - 8:10に到着する列車が最も混雑する。
混雑率は新型コロナウイルス感染症（COVID-19）流行の後においても高く、2020年度から2024年度までの5年連続で日本一となった（流行前の2019年度は189%で全国5位）。
日暮里・舎人ライナーの混雑率が高くとどまった理由として、沿線の大部分を占める足立区西部は、2008年（平成20年）の当路線開業まで大きな鉄道空白地帯であり、東京23区のなかでも地価が比較的手ごろなため、COVID-19流行後においても急速に宅地化が進行したほか、見沼代親水公園駅より埼玉県川口市内や草加市内を結ぶ路線バスが運行されるようになり、両市内在住者の利用が増えたことがあげられる。またCOVID-19の影響により東京メトロ東西線（木場→門前仲町）の混雑率が70ポイント以上下落するなど、他の混雑路線が軒並み混雑率を大きく下げた中で、日暮里・舎人ライナーの下げ幅は比較的小さく、結果的に日本一へ躍り出た形となったと考えられる。
沿線の足立区では混雑緩和策として、従前からの並行路線である都営バス里48系統への利用分散を呼び掛けている。
開業時に投入された車両である300形は、当初は車両中央部をロングシートとする予定であったが、混雑時に重量超過の恐れがあるためにクロスシートを採用した。しかし、車両扉付近に乗客が集中して詰め込みが効かなかったため、2009年度から2011年度にかけて増備された300形4本は車両中央部の一部箇所がロングシートになり、既存編成でも同様の改造工事が行われた。2015年度以降に導入された330形と320形は、車両を軽量化してロングシートが全面的に採用され、定員が増加し混雑時の詰め込みが効くようになった。2019年度末に増備された330形2本は、全車両にフリースペースを設け車内空間を拡大。さらに2022年度から2024年度にかけて、開業時からの300形12本を330形に置き換え、輸送力の拡大を図っている。
特に足立区では日暮里・舎人ライナーの混雑について区民から改善を求める声が相次いでおり、バスへの分散乗車のほか、混雑緩和に向けて東京都に要望活動を毎年行っている。しかしながら、東京都は「ラッシュ時間帯に3分20秒間隔で運行していることを考慮すると、これ以上の増便は安全上困難」、「ロングシート化以上の対策は、車両基地や駅舎の拡張などの抜本的な工事を行わない限り難しい」との考えを示している。

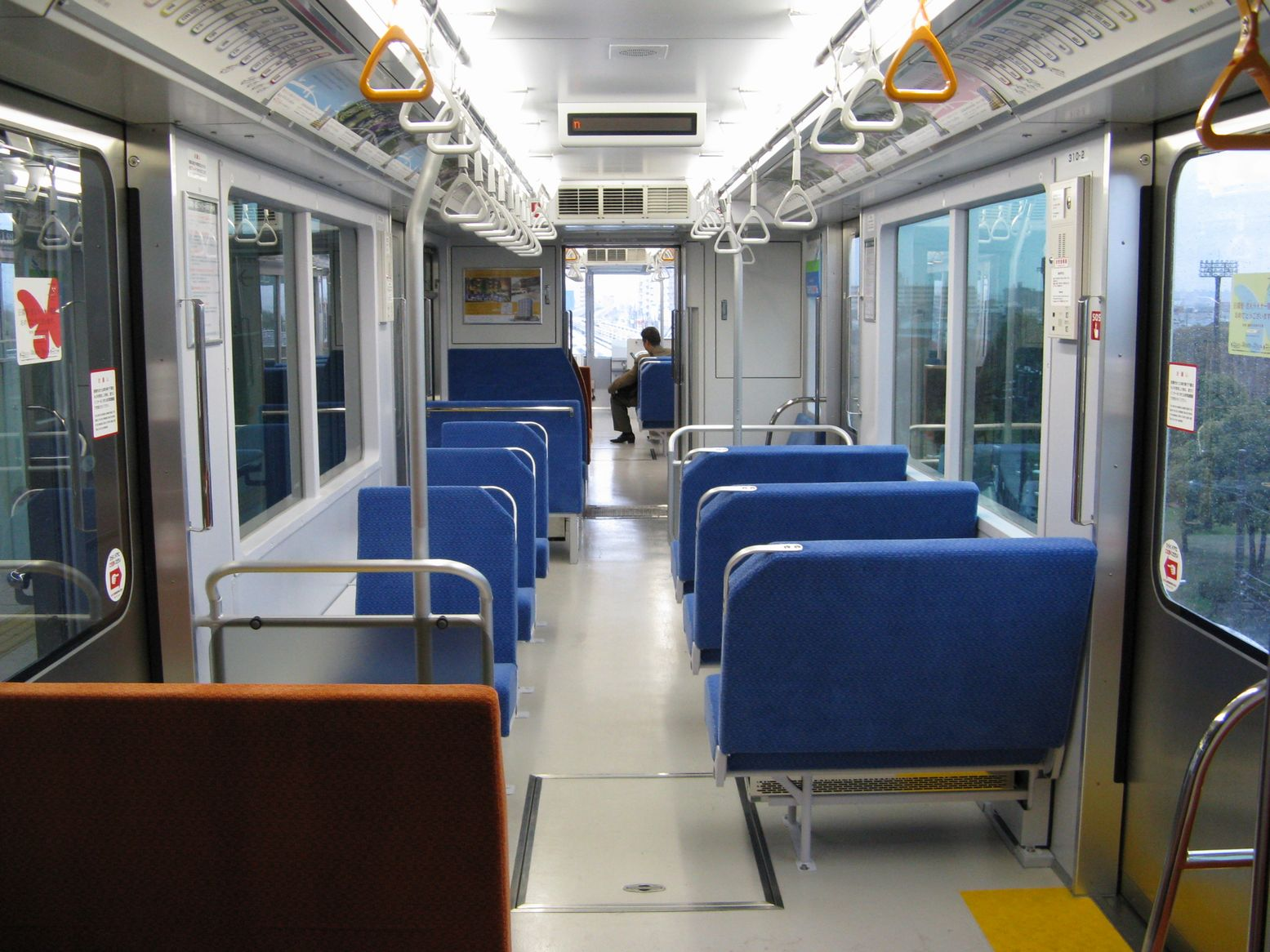
300形（クロスシート、改修前）の車内（2008年）
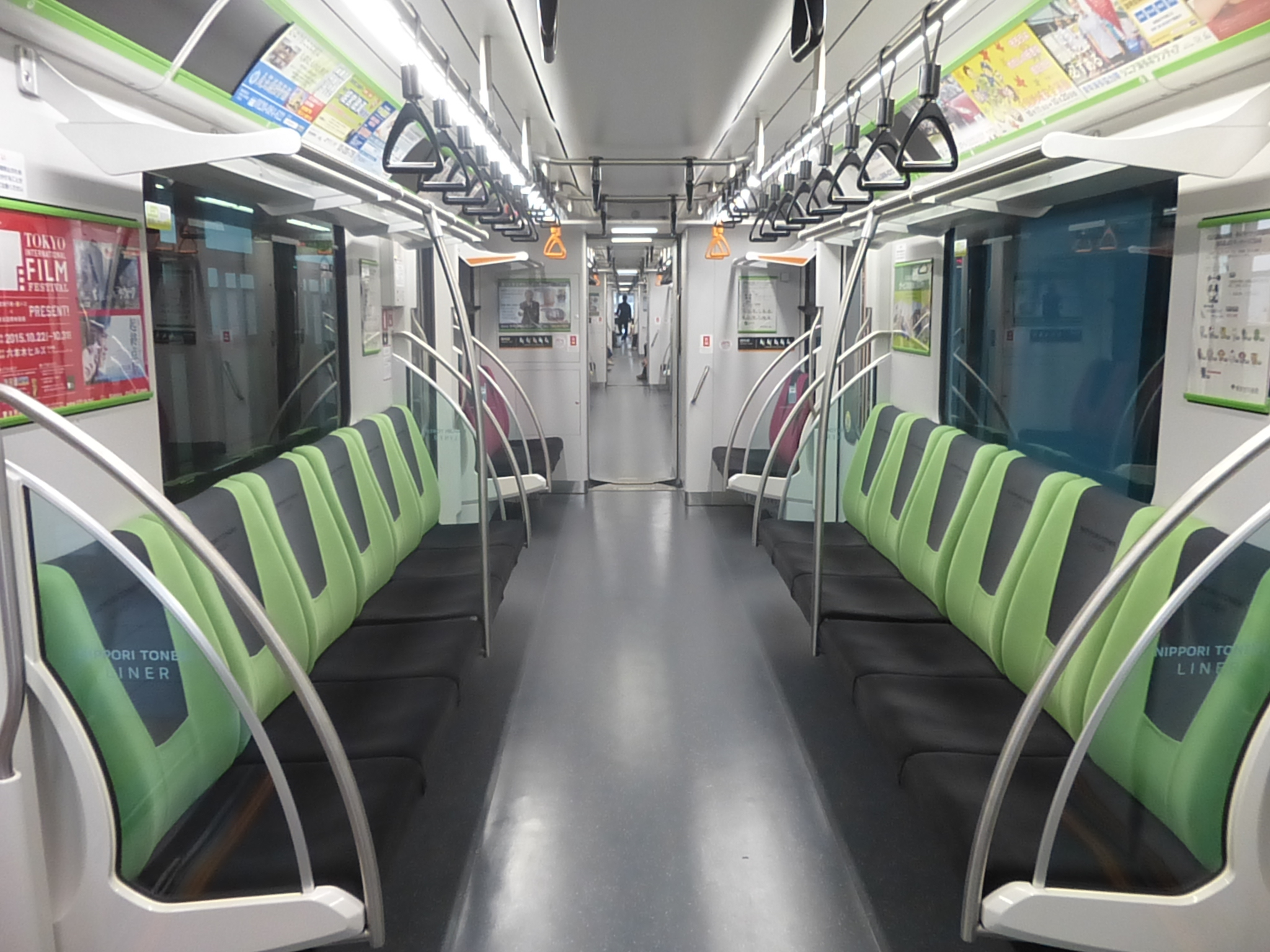
330形の車内（2015年）

## 車両
以下の車両が運用されている。いずれも5両編成。2020年より計20編成の体制となった。開業当初から運用されている300形12編成については、2022年度から2024年度にかけてオールロングシートの330形に置き換えられる予定となっている。
- 300形（新潟トランシス製、2008年 - ）
- 330形（三菱重工業・三菱重工エンジニアリング[注 1]製、2015年 - ）
- 320形（新潟トランシス製、2017年 - ）

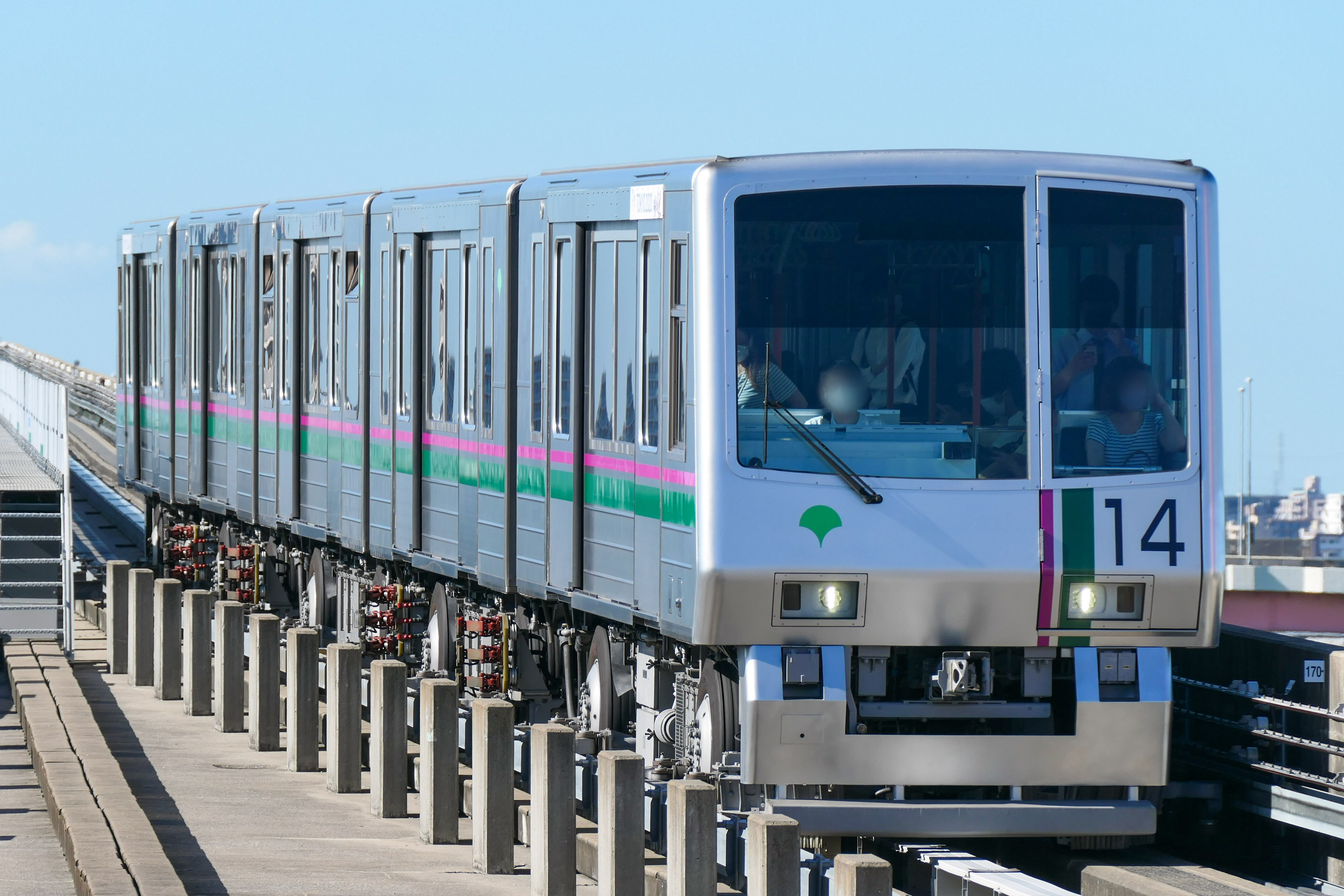
300形（2021年7月 扇大橋駅 - 足立小台駅間）
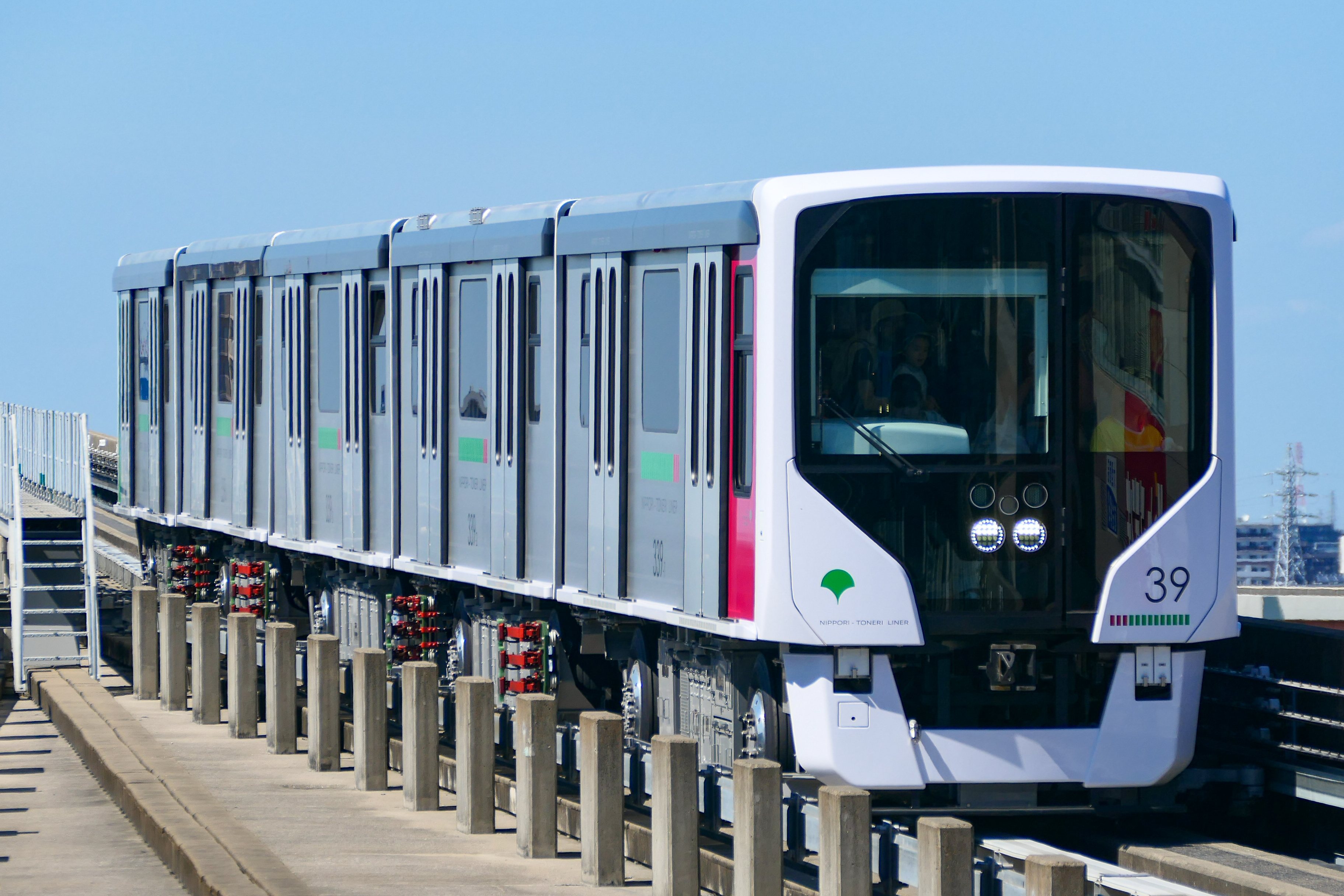
330形（2023年7月 扇大橋駅 - 足立小台駅間）
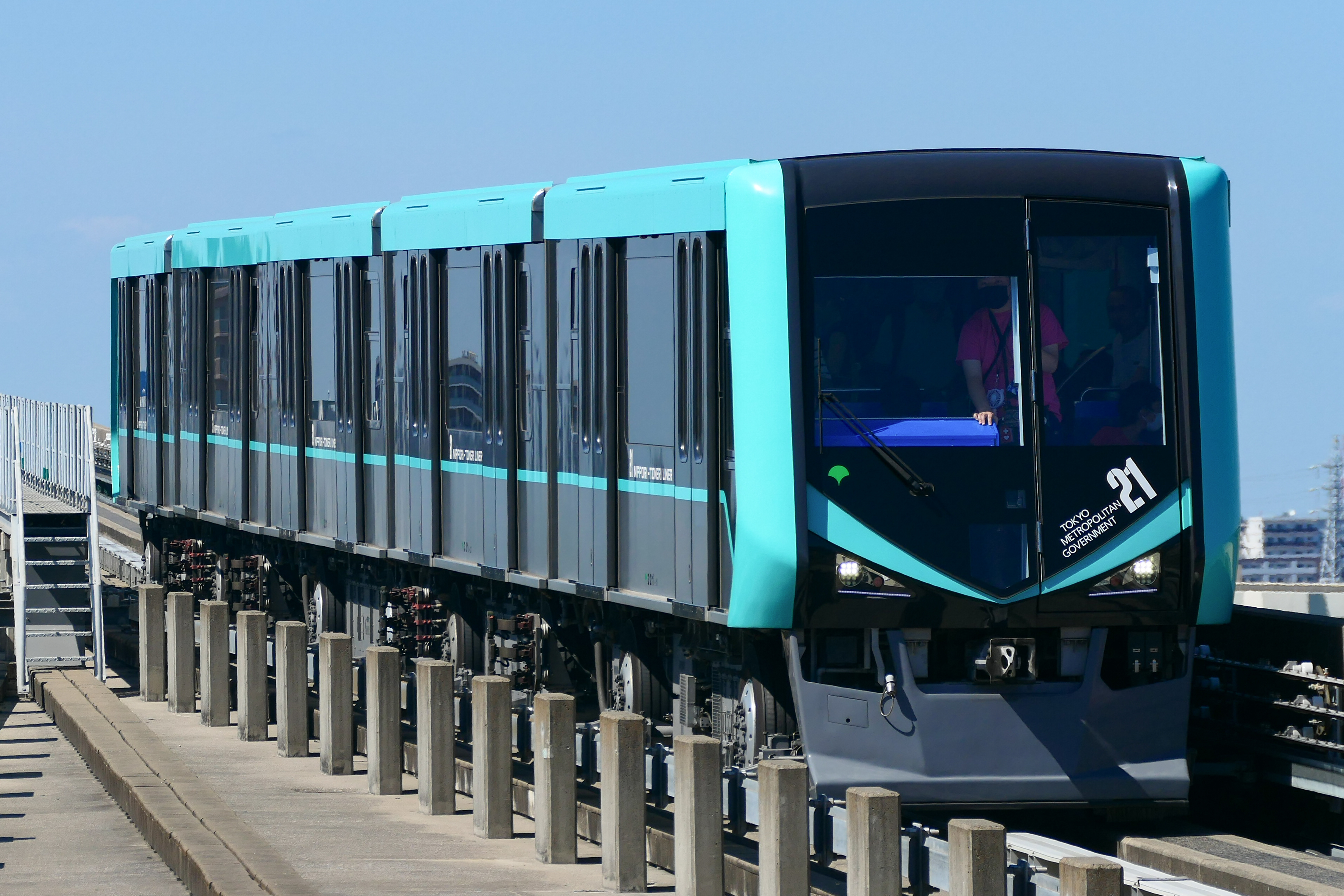
320形（2023年7月 扇大橋駅 - 足立小台駅間）

## 駅一覧
- 全駅東京都内に所在。

| 駅番号 | シンボルカラー | 駅名                                    | 駅間 キロ | 累計 キロ | 接続路線 | 所在地 |
| ------ | -------------- | --------------------------------------- | --------- | --------- | --- | ------ |
|        |                |                                         |           |           | |        |
| NT 01  |                | 日暮里駅                                | -         | 0.0       | 東日本旅客鉄道： 山手線 (JY 07)・ 京浜東北線 (JK 32)・ 常磐線（上野東京ライン）(JJ 02) 京成電鉄： 本線 (KS02) | 荒川区 |
| NT 02  |                | 西日暮里駅                              | 0.7       | 0.7       | 東日本旅客鉄道： 山手線 (JY 08)・ 京浜東北線 (JK 33) 東京地下鉄： 千代田線 (C-16)                             | 荒川区 |
| NT 03  |                | 赤土小学校前駅                          | 1.0       | 1.7       | | 荒川区 |
| NT 04  |                | 熊野前駅                                | 0.7       | 2.4       | 東京都交通局： 都電荒川線（東京さくらトラム）(SA 09)                                                          | 荒川区 |
| NT 05  |                | 足立小台駅                              | 0.6       | 3.0       | | 足立区 |
| NT 06  |                | 扇大橋駅                                | 1.1       | 4.1       | | 足立区 |
| NT 07  |                | 高野駅                                  | 0.5       | 4.6       | | 足立区 |
| NT 08  |                | 江北駅 （東京女子医大足立医療センター） | 0.6       | 5.2       | | 足立区 |
| NT 09  |                | 西新井大師西駅                          | 0.8       | 6.0       | | 足立区 |
| NT 10  |                | 谷在家駅                                | 0.8       | 6.8       | | 足立区 |
| NT 11  |                | 舎人公園駅                              | 0.9       | 7.7       | | 足立区 |
| NT 12  |                | 舎人駅                                  | 1.0       | 8.7       | | 足立区 |
| NT 13  |                | 見沼代親水公園駅                        | 1.0       | 9.7       | | 足立区 |

- 駅名は公募に基づく足立区および荒川区からの推薦を受け、選考委員会の審議を経た上で決定し、2006年11月13日に報道発表された。
- 仮称駅名と正式駅名の対応は以下の通り。
  - 赤土小学校駅→赤土小学校前駅
  - 扇大橋北駅→扇大橋駅
  - 上沼田東公園駅→西新井大師西駅
  - 上記以外の駅は仮称から変更なし
- 西日暮里駅 - 赤土小学校前駅間で北区内を通るが、同区内に駅は設置されていない。
- 駅番号は、開業当初はつくばエクスプレスに見られるものと同様に数字のみの表記であったが、2017年11月下旬より順次路線記号「NT」が導入されている。
- 各駅のホーム番号は西側（見沼代親水公園方面の線路がある方）から1番線であり、以後2番線という順序になっている。ただし舎人公園駅は中線があるため、2番線の東側は3・4番線が設定されている。

### シンボルカラー
日暮里・舎人ライナーのシンボルカラーは、沿線地域の特徴を表すように、地元住民を交えて検討した。その結果、日暮里側は賑わう街並みや荒川・隅田川という自然的要素からリバーサイドとして「にぎわい／水辺」を、また、舎人側は住空間や舎人公園など緑地・公園に恵まれていることからパークサイドとして「かがやき／緑」をイメージした。なお、シンボルカラーは駅舎の外壁などに使用され、両端は暖色系、その間は寒色系となっている。

### 交通広場の整備と路線バスとの関係
路線建設と同時に見沼代親水公園・江北・足立小台の3駅に交通広場が整備され、タクシーと路線バスの乗降場が設置されている。
開業時に足立区西部地区を中心とした大規模な路線バスの再編が行われ、以下の路線が交通広場への乗り入れもしくは駅周辺のバス停経由に経路変更されている。
都営バス
- 東43系統
- 王45系統
- 王46系統 - 2012年4月1日廃止
- 里48系統

東武バスセントラル
- 竹03・07系統
- 北05系統
- 見21系統

国際興業バス
- 見01系統 - 2011年3月16日廃止
- 川14系統
- 川15系統
- 赤23系統

はるかぜ（足立区コミュニティバス）
- 第3弾（国際興業バス西11系統）
- 第4弾（東武バスセントラル西05・西06系統）
- 第6弾（新日本観光自動車鹿02系統）
- 第8弾（同宮03系統）
- 第11弾（同椿04系統） - 2008年9月27日開業
- 第10弾（日立自動車交通） - 2009年4月の経路変更により扇大橋駅・高野駅乗り入れ開始

なお、開業後の2008年9月に新設されたはるかぜ第11弾も経路の一部が日暮里・舎人ライナーと同じとなっている。

## 運賃・乗車券

### 普通運賃
大人普通旅客運賃（小児半額・ICカードの場合は1円未満切り捨て、切符購入の場合は10円未満切り上げ）。2019年10月1日改定。
| キロ程      | 運賃（円） | 運賃（円） |
| キロ程      | ICカード   | 切符購入   |
| ----------- | ---------- | ---------- |
| 初乗り 2 km | 168        | 170        |
| 3 - 4 km    | 231        | 240        |
| 5 - 7 km    | 283        | 290        |
| 8 - 10 km   | 335        | 340        |

本路線と同様に東京都交通局が運営する都営地下鉄各線のような、東京メトロ（千代田線西日暮里連絡）との間での連絡割引運賃は設定されていない。
かつては当路線のみ有効の終日利用可能な金額式回数券（11枚綴り・有効期間3か月）を発売していたが、2023年3月17日をもって発売を終了した。

### 定期券
- 日暮里・舎人ライナーのみの定期券のほか、都電・都バスとの連絡定期券も発売されている。なお、連絡定期券は、都営地下鉄と都電・都バスとの連絡定期券と同様に日暮里・舎人ライナーの乗車キロにより運賃が異なる。また、乗り換え他社線との連絡定期券も発売されている。

### 一日乗車券
- 開業日から「都営まるごときっぷ」を大人700円・小児350円で発売している。なお、開業日以前に「都電・都バス・都営地下鉄一日乗車券」として発売された前売り券でも、有効期限内であれば日暮里・舎人ライナーでの利用が可能であった。日暮里・舎人ライナーおよび都営地下鉄各駅券売機や都電車内で購入した当日券はそのまま自動改札機での入出場ができる。なお、自動改札機に対応していない乗車券（スクラッチ式の前売り券）による無人の駅・時間帯での乗り降りは、改札口付近のインターホンを用いて乗降する旨を伝えなければならない（「駅集中管理システム」を参照）。なお、多客期には改札付近にサービススタッフが配置されることがあるが、その場合はスタッフが磁気券（当日券）に交換の上で自動改札を利用することになる。
- 日暮里・舎人ライナー開業記念の「都営まるごときっぷ」が開業日から各駅ごとに1,000枚限定で発売された。図柄は300形車両の走行風景と発売された駅の駅名標となっている[51]。また、2008年4月12日・13日には舎人公園で開催された足立区主催の開業記念イベントを記念して足立60景の永沢まことデザインの「都営まるごときっぷ」が日暮里駅と舎人公園駅で10,000枚限定で発売された[52]。
- 2008年10月27日に日暮里・舎人ライナーの利用者数が1千万人を突破したのに伴い、翌11月1日から3日まで記念一日乗車券を発売した。なお、この乗車券が日暮里・舎人ライナーのみのものとしては初めてである[53]。
- 開業1周年記念として、2009年3月28日から30日まで日暮里・舎人ライナーのみの一日乗車券を発売した[54]ほか、「都営まるごときっぷ」も5万枚限定で発売された[55]。
- 東京フリーきっぷも、開業日以降、日暮里・舎人ライナーでの利用が可能となっている。

### 東京都シルバーパスなど
- 東京都シルバーパス、精神障害者都営交通乗車証、都営交通無料乗車券（東京都内在住の身体障害者・知的障害者・生活保護世帯などに発行）もそれぞれ利用できる。

## その他
- 時刻表サイトなどでは都営日暮里・舎人ライナーと表記される場合がある[56]。
- 埼玉県方面への延伸を求める声もあるが、未定である[57]。
- 開業予定日以降に製作された開業告知ポスターやチラシには、荒川区・足立区の出身や在住者の片岡鶴太郎、栃東大裕、谷川真理、雛形あきこ[注 2]の著名人4名が『地元出身応援団』として起用された[58]。なお、ポスターは都営交通のみならず、東京メトロ千代田線や常磐緩行線などの車内広告としても掲出された。また、開業1周年の時期にも引き続き先述の4名が起用された[59]。
- 2008年2月1日から3月31日まで、都営バスと都電荒川線の一部の車両で日暮里・舎人ライナーの開業告知ラッピング車両が運行された。また、2009年3月の1か月間にも開業1周年告知のラッピング車両が運行された。
- 一部区間で鉄道や首都高速を超えるために勾配が急なところがあり、降雪時のスリップ対策として30‰以上の登り勾配区間と40‰以上の下り勾配区間ではロードヒーティングが設置されている。また、分岐部には消雪パイプも設置されている[2]。
- 開業してから数か月後の自動放送の改修の際、足立小台のアクセントを「あだちおだい」から「あだちおだい」、舎人のアクセントを「とねり」から「とねり」としている。また、駅到着前に広告放送が導入された。
- 2008年7月24日の「足立の花火」に併せ、初の貸切列車が運転されたが、臨時列車の増発は行わなかった。2009年7月23日の同催事では臨時列車の増発が行われた。
- 2009年3月28日には、開業1周年を記念して、日暮里駅から舎人公園駅まで走行し、途中で舎人車両基地を折り返して舎人公園駅まで「1周年記念号」が運転された。
- 2021年10月7日22時41分ごろ発生した千葉県北西部地震により、舎人公園 - 舎人間を走行中の日暮里駅発見沼代親水公園駅行き2265A列車が、緊急停止した際に先頭から3両が脱輪する事故が起き、さらに脱輪を確認しないまま送電を再開させて火花が散り車内に煙が入り込み、乗客3人が負傷する事態となった[60][61][62]。脱輪した車両の搬出作業や、地上設備等の点検と復旧作業が行われ、同年10月11日始発から運転を再開した[63]。復旧までの間は代行バス運行のほか、並行する都営バスの里48系統を大幅に増便するなどの措置がとられた[64][65]。これについて2023年2月16日、運輸安全委員会が、地盤や橋脚の揺れによって揺れが増幅して脱輪したとする調査報告書をまとめた[66][67]。